# Ekfidonia
Ekfidonia là một chi bướm đêm thuộc họ Geometridae.